# Falutorget
Falutorget är ett torg i stadsdelen Gullbergsvass i Göteborg. Det fick sitt namn 1883 - i Sjuttonde roten - efter staden Falun som var ändpunkt för Bergslagsbanan och torgets närhet till Bergslagsbanans stationshus i Göteborg. Området där torget ligger var fram till 1860-talet vassmark och en del av Göta älv, då omfattande muddringsarbeten skapade nytt land.
Namnet förekommer första gången 1887 i Göteborgs Adress- och Industrikalender, som "Falu Torg å Gullbergsvass mellan 10.e och 11:e qvarteren." Någon gång mellan 1899 och 1910 blir namnet sammansatt till Falutorget. Här fanns förr en viss växtlighet, en fotbollsplan samt en lekplats. Torget har endast gatunummer 1 med fastighetsbeteckning Gullbergsvass 10:3.
Falutorget sträcker sig åt sydost från Gullbergs strandgata och förgrenar sig efter 120 meter i tre av- och påfarter strax före mötet med Mårten Krakowgatan. Cirka 50 meter nordost om torget låg tidigare en större och en mindre   gasklocka.